# John Lutterell
John Lutterell war Kanzler der Universität Oxford und kirchlicher Ankläger im päpstlichen Prozess gegen Wilhelm von Ockham.
Er wurde Ende des 13. Jahrhunderts geboren und starb wahrscheinlich 1335 in Avignon. Lutterell war von 1317 bis 1322 Kanzler der Universität Oxford. Im Sommer 1322 wurde er auf Verlangen der Professoren der Universität vom dafür zuständigen Bischof von Lincoln aus seinem Amt entlassen. Als Gegner Wilhelms von Ockham reiste er 1323 an den päpstlichen Hof in Avignon, wo er eine Anklageschrift gegen Wilhelm vorlegte, in der er ihn der Häresie bezichtigte. Im anschließenden Prozess gegen Wilhelm vertrat er die Anklage. Ockhams Lehren wurden vom Gericht teilweise als falsch erklärt, Ockham selbst wurde nicht bestraft.